# Nowoseliwka Persza
Nowoseliwka Persza (ukr. Новоселівка Перша) – wieś na Ukrainie, w obwodzie donieckim, w rejonie pokrowskim, w hromadzie Oczeretyne. W 2024 liczyła 70 mieszkańców. 4 lipca 2024 Rosjanie wkroczyli do Nowoselivki Persze. 15 lipca 2024 Rosjanie zajęli całą miejscowość.
21 lutego 2024 liczyła ok.  220 mieszkańców.26 lutego ewakuowano wszystkie dzieci oraz osoby starsze  z gminy Oczeretyne i Marińsk. 28 lutego 2024 liczyła 120 osób, w tydzień ewakuowali ponad 100 osób. 16 maja 2024 liczyła 80 mieszkańców.23 maja 2024 liczyła 70 mieszkańców, w ciągu tygodnia ewakuowała policja 10 osób.